# Val-Joli
Val-Joli es un municipio canadiense situado en la provincia de Quebec.

## Superficie
Val-Joli tiene una superficie de 91,69 km².

## Demografía
En 2021, tenía 1671 habitantes, una densidad poblacional de 18,2 hab./km², y 723 viviendas.